# 佐藤伸之
佐藤 伸之（さとう のぶゆき、1968年10月25日 - ）は、東京都品川区出身の演出家、作家、俳優。東京幻堂 主宰、有限会社遊心社代表取締役、株式会社スーパーエキセントリックシアター所属。玉川大学文学部芸術学科演劇専攻卒。

## 略歴
大学では演出論、演技論、舞台美術を中心に学び、海外における公演活動を経験する。卒業後の1991年、演劇集団 円演劇研究所基礎科に入所。同年、研究所の夏季休暇を期に自ら退所。1993年に劇団パラノイア・エイジを旗揚げ（現　有限会社遊心社）。2012年には舞踊劇団「東京幻堂」旗揚げ。エンターテイメントから伝統芸能、実験公演など、幅広い活動を行っている。
劇団旗揚げ当初よりショービジネス及びイリュージョンを二代目引田天功に、日本舞踊を花柳武生に師事、現在では三代目　花柳昌太朗に師事。日本舞踊では花柳流師範（花柳武政）となっている。

## 代表作

### 演出作品
- 引田天功プロデュース東京魔術団イリュージョンショー(2000年 - 2002年、構成・演出)
- ユニセフ チャリティ公演 「SO WHAT 1〜3」（2007年 - 2009年、脚本・演出）
- 靖国神社 奉納演劇 「流れる雲よ」（2005年、脚色・演出）
- 甲斐善光寺 公演 「今昔舞踊劇 怪」（2005年 - 2024年、構成・振付・演出）
- 靖国神社 奉納舞台「今昔舞踊劇 遊びの杜」（2008年 - 2015年、構成・振付・演出）
- USA NM SantaFeJIN Jpanese Cultural Festival 6 正式招聘「Grand Samurai Performasce」（2010年、構成・振付・演出）
- らき☆すた#ミュージカル「らき☆すた≒おんすて」（2012年、脚本・演出）

### 執筆作品
- 妖かしの森（「月刊日本舞踊」2008年 - 2010年）
- 幕末異聞 人斬りの恋（「月刊日本舞踊」2012年 - ）